# Tavernes (Francja)
Tavernes – miejscowość i gmina we Francji, w regionie Prowansja-Alpy-Lazurowe Wybrzeże, w departamencie Var.
Według danych na rok 1990 gminę zamieszkiwało 628 osób, a gęstość zaludnienia wynosiła 20 osób/km² (wśród 963 gmin regionu Prowansja-Alpy-W. Lazurowe Tavernes plasuje się na 451. miejscu pod względem liczby ludności, natomiast pod względem powierzchni na miejscu 318.).